# 红色哥萨克
红色哥萨克是俄罗斯内战时期布尔什维克和乌克兰苏维埃政府的部队，是苏俄红军中最大的骑兵部队的统称，知名指挥官有维塔利·普里马科夫和米哈伊尔·久克。据普里马科夫称，红色哥萨克是为了保护乌克兰苏维埃政府，清除乌克兰“民族主义和反革命”的乌克兰中央拉达，并对抗其武装力量“自由哥萨克”。